# Татаринці
Тата́ринці — село в Україні, у Лановецькій міській громаді Кременецького району Тернопільської області. Розташоване на річці Горинька, на сході району. Називалося Веселівка (1955—1962), Вишневе (1962-1989).
До 2017 року було підпорядковане Якимівській сільській раді.
Населення — 471 особа (2007).

## Історія
Поблизу села виявлено археологічні пам'ятки давньоруської культури.
Перша писемна згадка — 1442.
1556 року у Татаринцях діяла суконна фабрика.
На 1936 рік село входило до ґміни Дедеркали Кременецького повіту.
12 червня 2020 року, відповідно до розпорядження Кабінету Міністрів України № 724-р «Про визначення адміністративних центрів та затвердження територій територіальних громад Тернопільської області» увійшло до складу Лановецької міської громади.
19 липня 2020 року, в результаті адміністративно-територіальної реформи та ліквідації Лановецького району, село увійшло до складу Кременецького району.

## Населення

### Мова
Розподіл населення за рідною мовою за даними :
| Мова       | Кількість | Відсоток |
| ---------- | --------- | -------- |
| українська | 484       | 99.18%   |
| російська  | 3         | 0.62%    |
| румунська  | 1         | 0.20%    |
| Усього     | 488       | 100%     |

## Пам'ятки

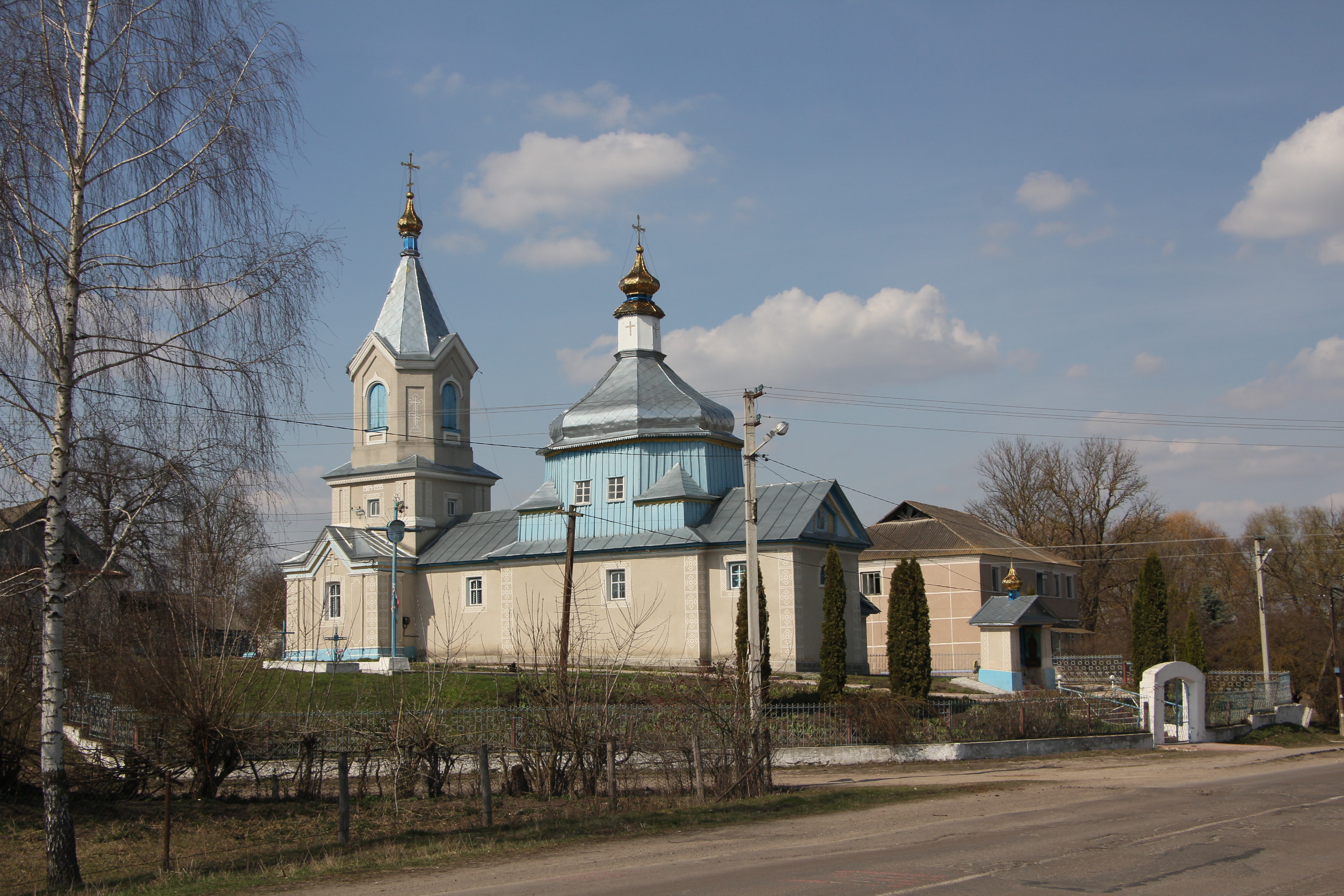
Стара кам'яна церква в селі
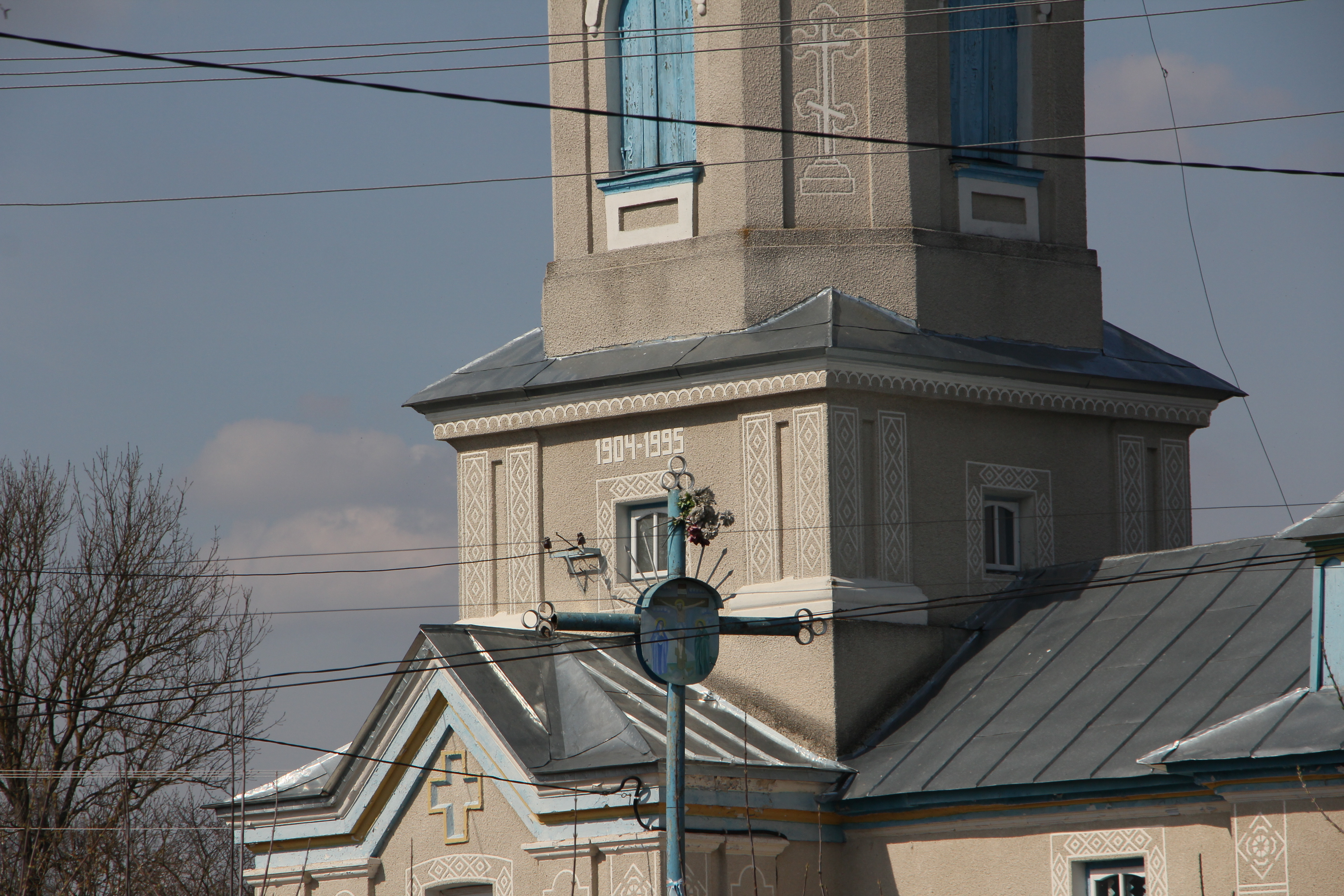
Рік побудови церкви

Є церква Пресвятої Трійці (середина 18 ст., дерев'яна).
Насипано символічну могилу воякам УПА (1992).

## Соціальна сфера
Діють ЗОШ 1-2 ступенів, бібліотека, ФАП, ПСП «Влад».

## Відомі люди

### Народилися
- Науковець Ю. Мулик-Луцик.

## Галерея

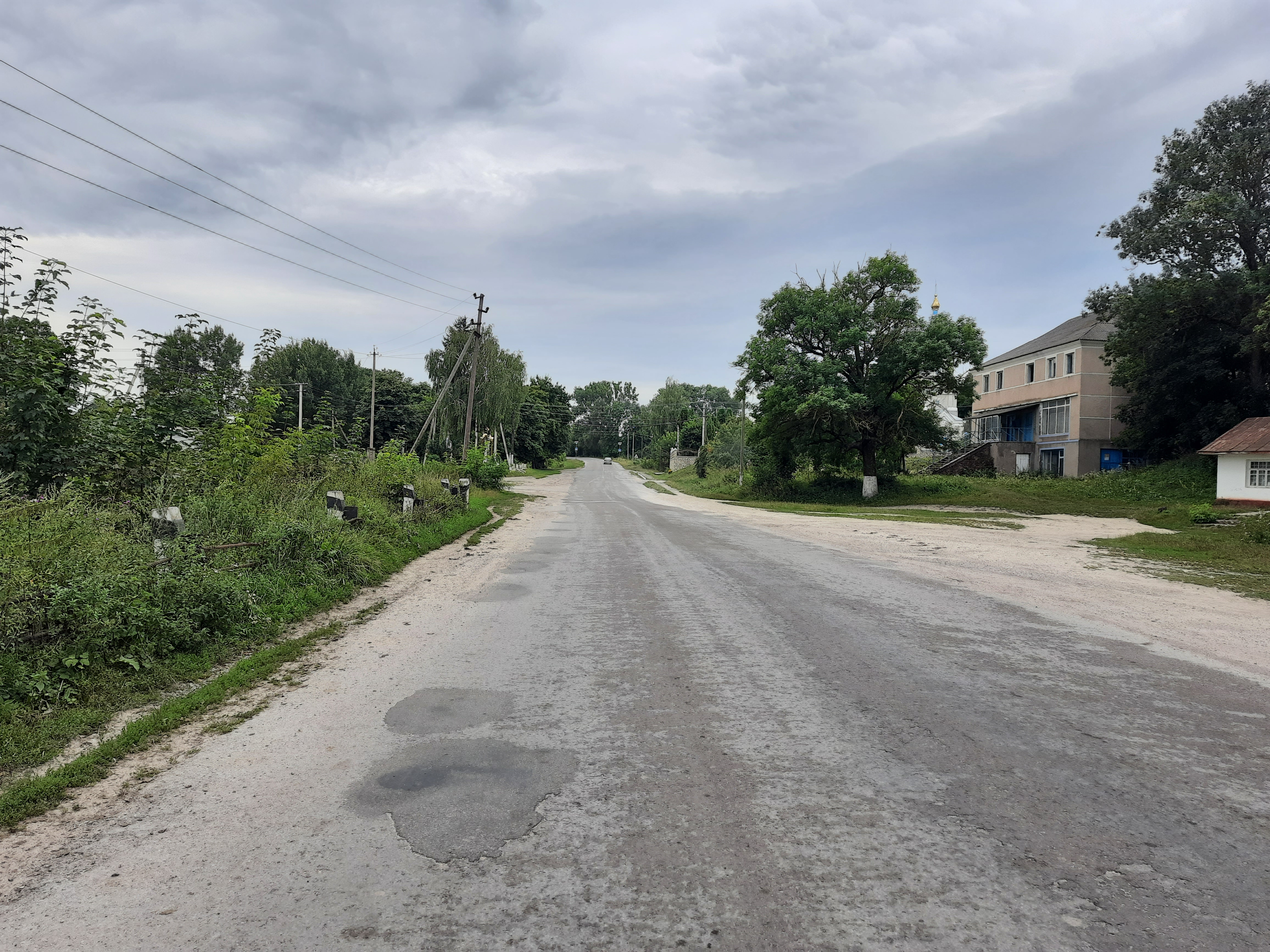
Сільська вулиця
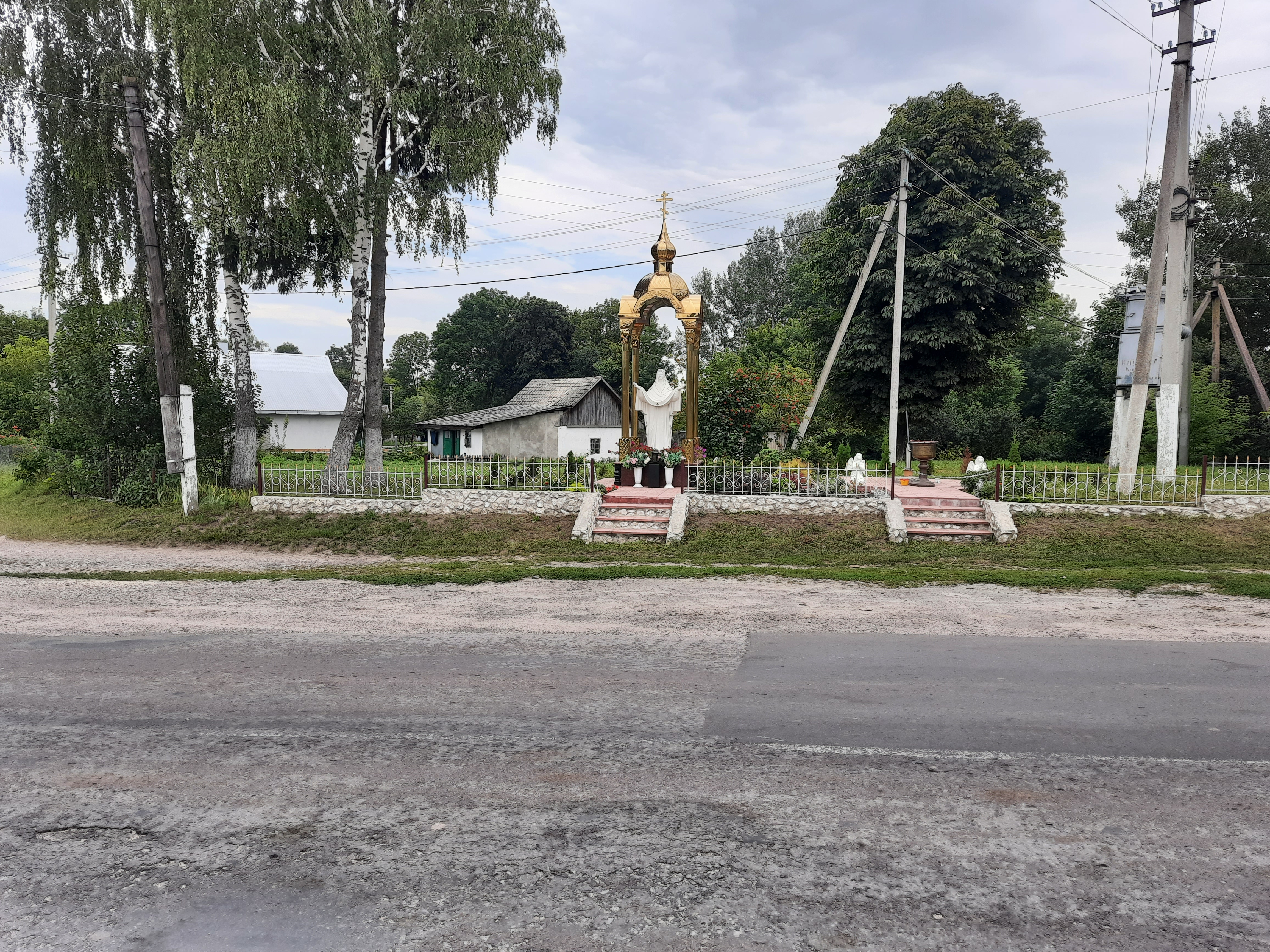
Статуя Божої Матері
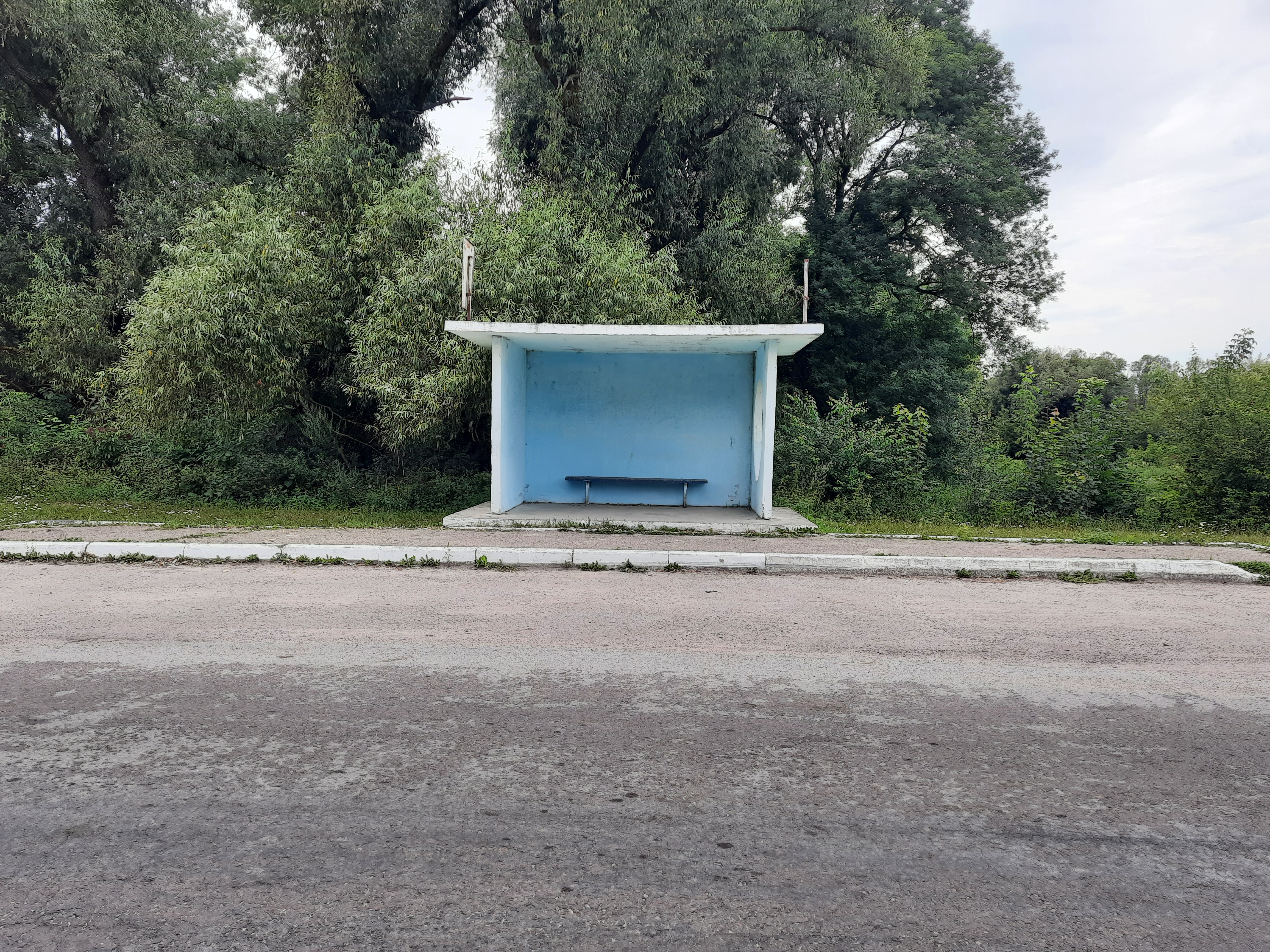
Автобусна зупинка
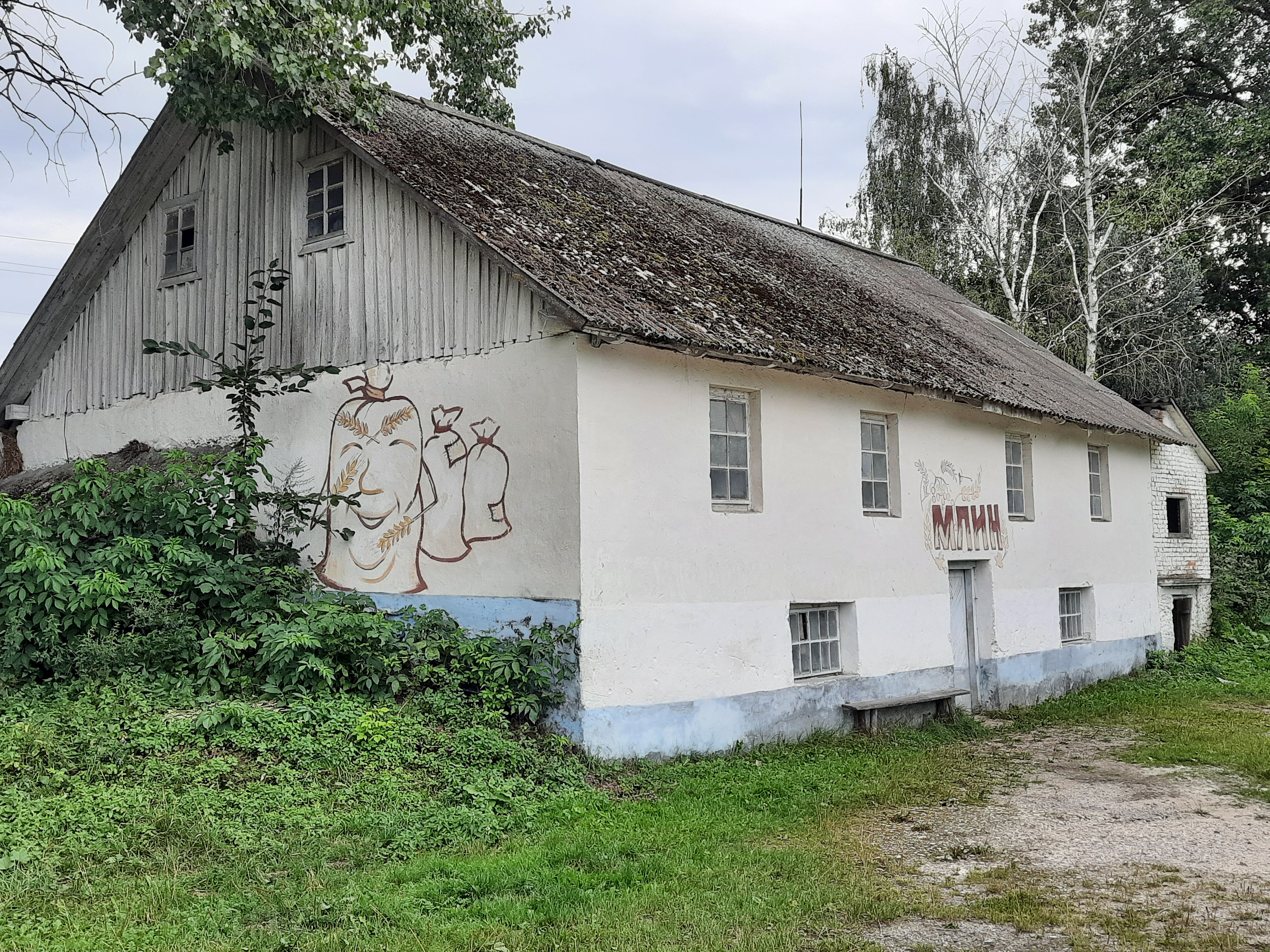
Млин
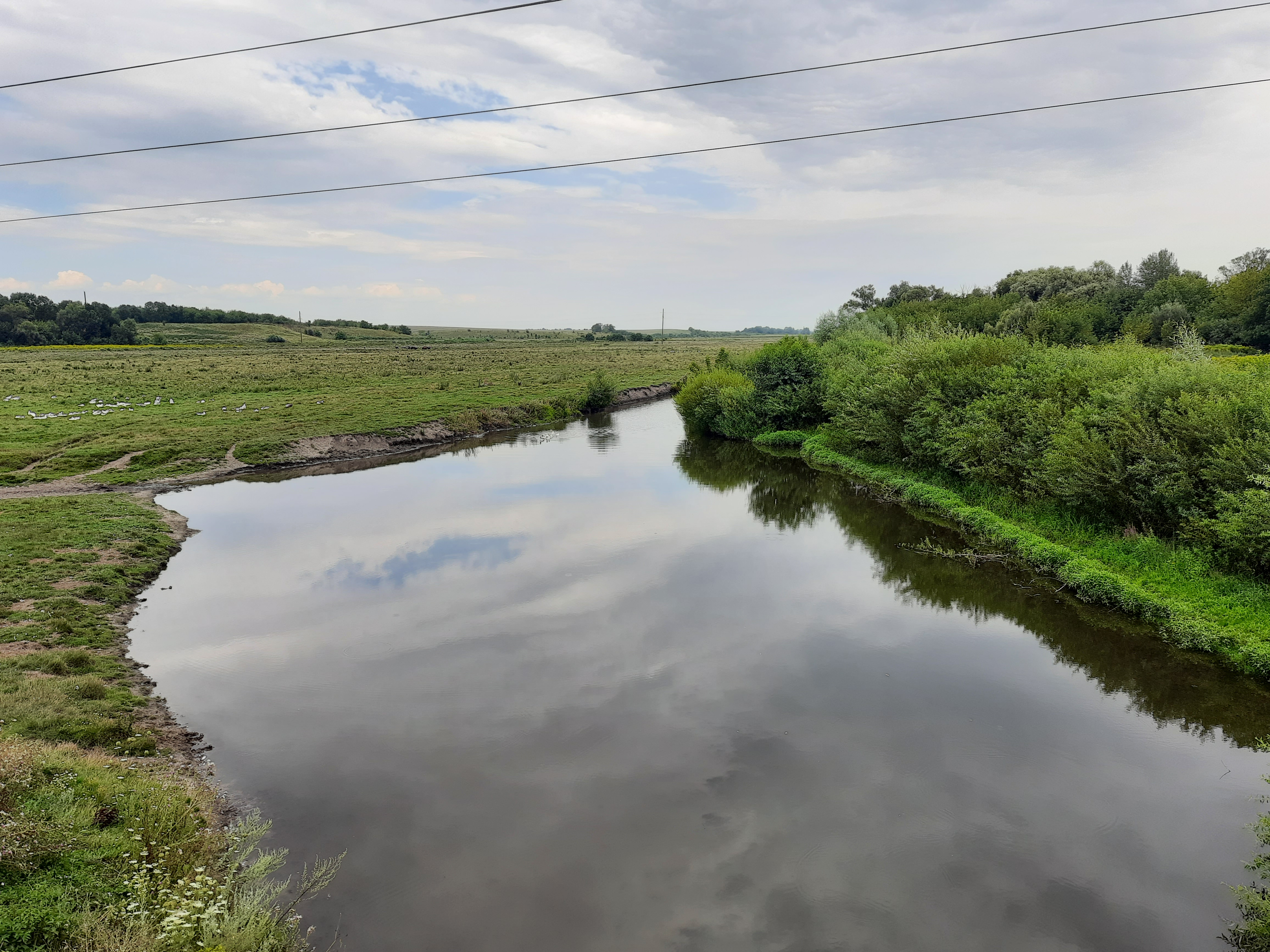
Річка Горинька біля села